# 克拉布拉火山
克拉布拉火山是冰島北部的火山，火山口直徑約10公里，高度818米，曾爆發29次。1975年至1984年是克拉布拉火山的活躍期，期間有9次火山爆發。1977年起，這個地區的地熱能為一間發電廠提供60兆瓦電力。

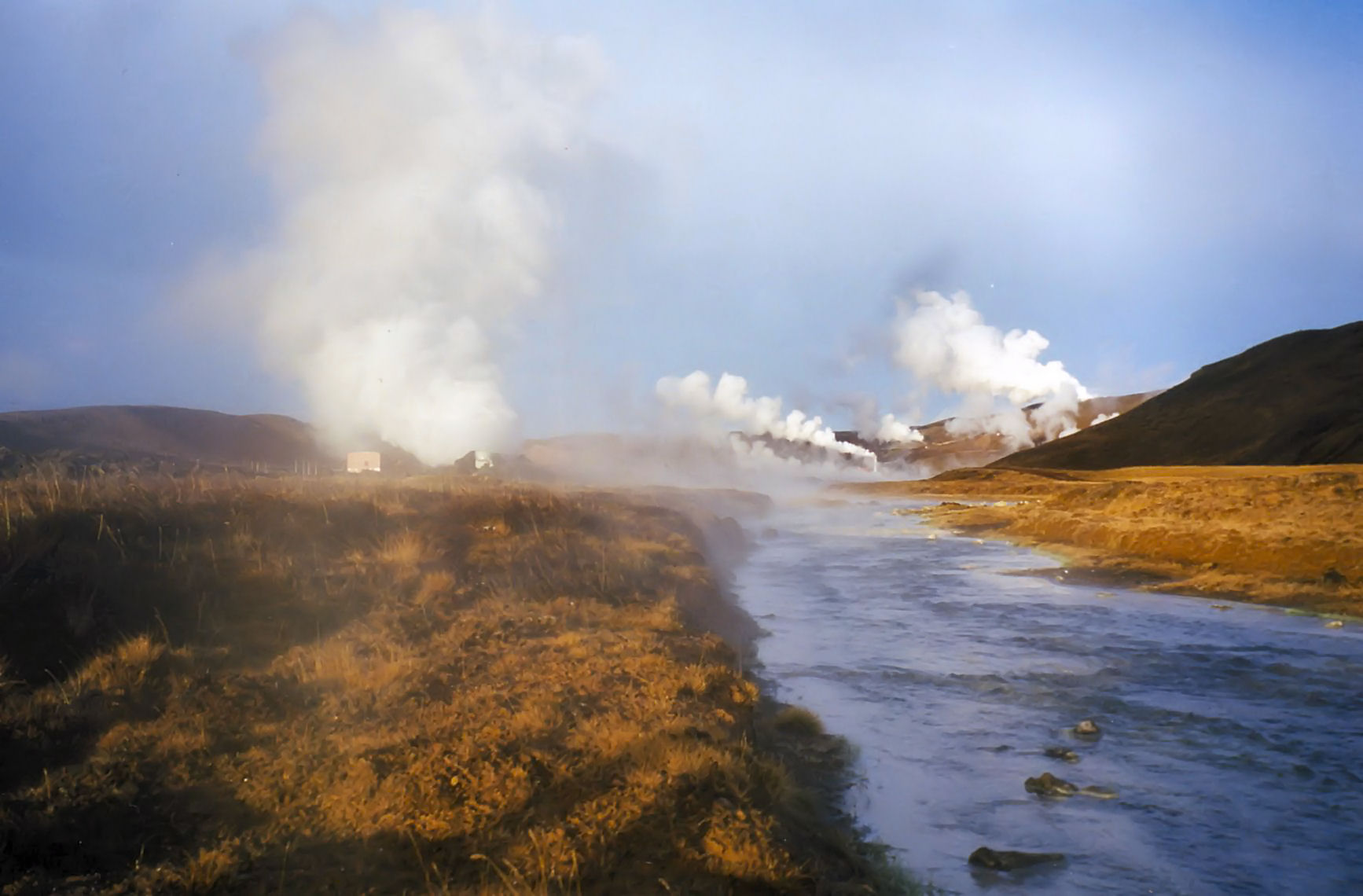
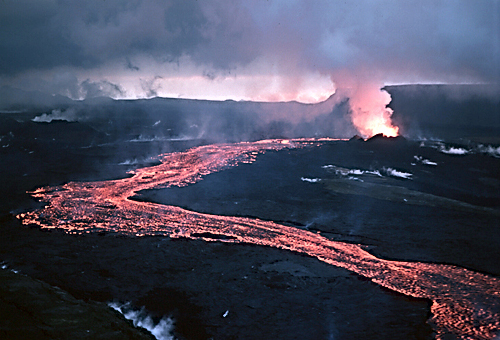
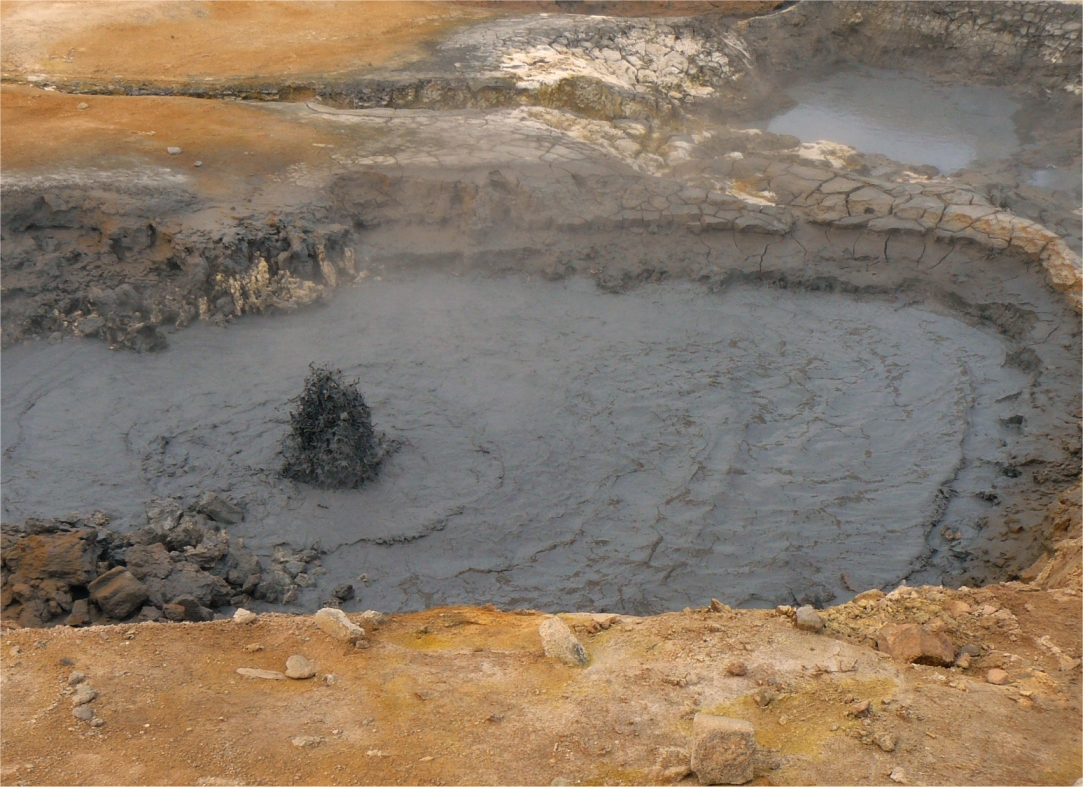
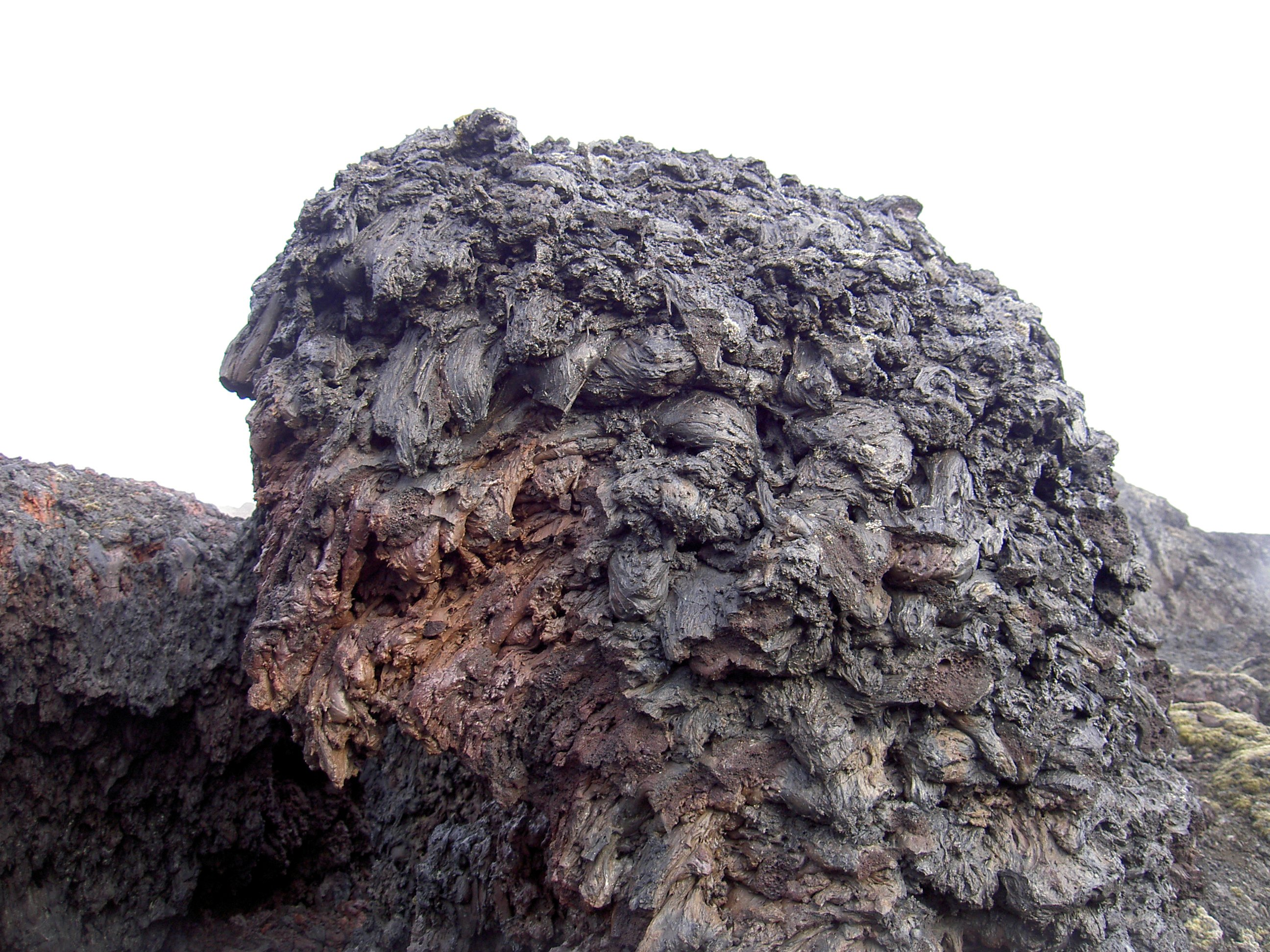

## 外部連結
- volcanism（页面存档备份，存于）
- Námaskarð,Leirhnjúkur
- Photos of Krafla and Reykjahlíð (among others)
- Univ. of Iceland: Information about Krafla

65°44′N 16°47′W / 65.73°N 16.78°W